# Haroldius stefanii
Haroldius stefanii là một loài bọ cánh cứng trong họ Bọ hung (Scarabaeidae).